# Harry Lambart
Harry Lambart, noto anche con lo pseudonimo di Harry Lambert o Captain Harry Lambart (Dublino, 9 luglio 1876 – Londra, 11 giugno 1949), è stato un regista e attore irlandese che lavorò all'epoca del cinama muto negli Stati Uniti.

## Filmografia parziale

### Attore
- Cutey and the Chorus Girls, regia di James Young (1913)
- The Fortune, regia di Wilfrid North (1913)
- Mixed Identities, regia di William Humphrey (1913)
- Cutey Tries Reporting, regia di Bert Angeles (1913)
- One Over on Cutey, regia di Van Dyke Brooke (1913)
- Keeping Husbands Home, regia di Bert Angeles (1913)
- The Line-Up, regia di William Humphrey (1913)
- He Fell in Love with His Mother-in-Law, regia di Bert Angeles (1913)
- The Test, regia di Harry Lambert (Harry Lambart)
- Matrimonial Manoeuvres, regia di Maurice Costello e Wilfred North (1913)
- Peggy's Burglar, regia di Ralph Ince (1913)

### Regista
- The Crucible of Fate (1914)
- The First Endorsement (1914)
- How Burke and Burke Made Good (1914)

- A Study in Feet (1914)

- The Wrong Flat (1914)

- The Mystery of Mary (1915)

- The Silent Witness (1917)